# Скиланти (Лече)
Скиланти (итал. Schillanti) је насеље у Италији у округу Лече, региону Апулија.
Према процени из 2011. у насељу је живело 104 становника. Насеље се налази на надморској висини од 157 м.